# Bommanahalli, Gundlupet
Bommanahalli là một làng thuộc tehsil Gundlupet, huyện Chamarajanagar, bang Karnataka, Ấn Độ.